# Frédéric Mollet
Frédéric Mollet est un auteur français né le 28 juin 1975 à Lille.
À ce jour, il a publié 2 romans et 2 recueils de nouvelles.